# KkStB 162 sorozat
A kkStB 162 sorozat egy szertartályosgőzmozdony-sorozat volt az osztrák cs. kir. Államvasutaknál (k.k. Staatsbahn, kkStB), amely mozdonyok eredetileg egymáshoz nagyban hasonlító magánvasúttársasági mozdonyok voltak. Így a 162.01-04, 14-15 és a 16-20 az ÖNWB-től, a 162.05-12 és a 43-45 a BNB-től, a 162-21-23 kkStB saját beszerzés, a 162.24-30 az RGTE és a 162-41-42 a KFNB-től jött.

## kkStB 162.01-30, 43-45 (ÖNWB, BNB, RGTE)

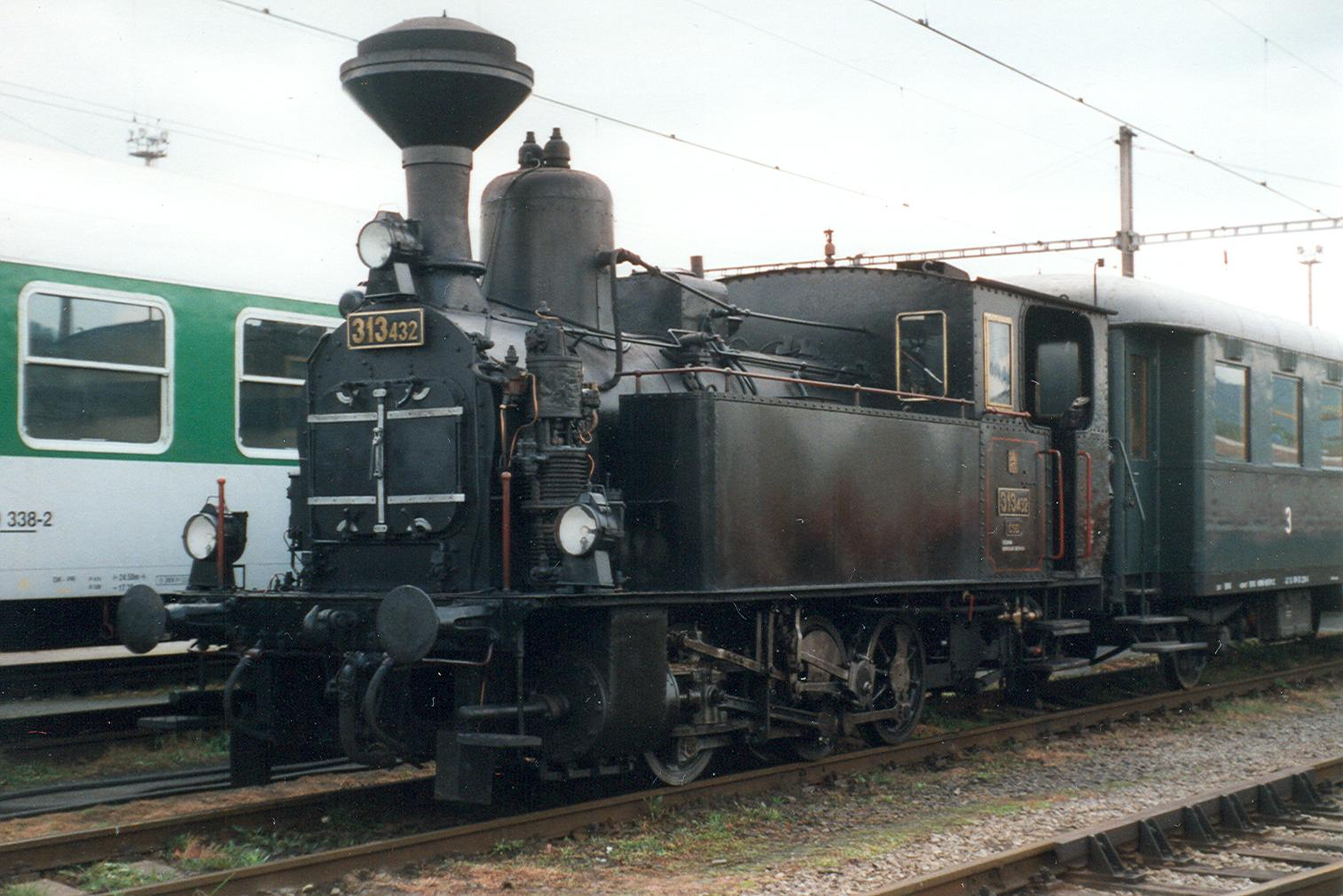
A ČSD 313.432 mint nosztalgiamozdony Děčínben

1890-ben az ÖNWB rendelt a Bécsújhelyi Mozdonygyárnál a Lokalbahn Großpriesen-Wernstadt-Auscha-nak négy szertartályos C n2t jellegű mozdonyt, amit 1A-4A pályaszámokra beszámozott. Ezek később a kkStB-nél a 162.01-04 pályaszámokat kapták.
A mozdonyok olyan jól teljesítettek, hogy az SNDVB-nek 1895-ben további öt mozdonyt vásároltak. Ezeket az ÖNWB 451-455 pályaszámokkal látta el az ÖNWB XV sorozatban. Az ÖNWB államosítása után ezek kkStB 162.16-20 pályaszámokat kaptak.
Az ugyanezzel az építési formával beszerzett mozdonyok:
- 8 db 1896-1905  között a BNB-nek a VI sorozatba (később kkStB 162.05-12) és további
- 3 db BNB beszerzés a Lokalbahn Böhmisch Leipa-Steinschönau részére VIa sorozatba (később kkStB 162.43-45)
- 7 db 1894-ben az RGTE beszerzés 11G-15G pályaszámon, melyből kettő 1903-ban és 1909-ben már a kkStB szerzett be RGTE pályaszámmal (később: 162.24-30)
- 2 db 1893-ban ÖNWB beszerzés a Lokalbahn Častolowitz–Reichenau Kněžna–Solnitz pályaszakaszára 1S–2S pályaszámmal (később kkStB 162.14-15)
- 3 db 1899-ben kkStB beszerzés Lokalbahn Starkenbach–Rochlitz részére kkStb 162.21-23 pályaszámokon

A mozdonyokat az Első Cseh- Morva Gépgyár, a floridsdorfi, a bécsújhelyi és a Krauss linzi mozdonygyárai gyártották.
Az első világháború után a sorozat legtöbb mozdonya a Csehszlovák Államvasutakhoz került ČSD 313.4 sorozatként. Egy mozdony az egykori BNB mozdonyokból Romániába a CFR-hez került. A második világháború alatt a mozdonyok a DRB-től 98.1211-1228 pályaszámokat kaptak. 1945 után a megmaradt gépek visszakerültek a ČSD-hez, ahol egy ideig helyi forgalomban közlekedtek. Később tolatószolgálatot láttak el és üzemi mozdonyok voltak. Az utolsó mozdonyok (313.424 és 313.404) 1966-ban lettek selejtezve.

## KkStB 162.41–42 (KFNB)
| KFNB IX kkStB 162      | KFNB IX kkStB 162 |
| ---------------------- | ----------------- |
| Pályaszám              | kkStB 162.41-42   |
| Jelleg                 | C n2t             |
| Hossza                 | 8 118mm           |
| Magassága              | 4 450 mm          |
| Merev tengelytávolság  | 2 800 mm          |
| Teljes tengelytávolság | 2 800 mm          |
| Üres tömeg             | 28,7 t            |
| Szolgálati tömeg       | 38,8 t            |
| Hajtókerékátmérő       | 950 mm            |
| Hengerek átmérője      | 420 mm            |
| Dugattyú lökethosza    | 480 mm            |
| Gőznyomás              | 12 at             |
| Rostélyfelület         | 1,66 m²           |
| Sugárzó fűtőfelület    | 6,10 m²           |
| Csőfűtőfelület         | 79,60 m²          |
| Vízkészlet             | 4,5 m³            |
| Tüzelőanyagkészlet     | 2,5 m³ szén       |

A kkStB 162.41-42 sorozatba  2 db mellékvonali szertartályos gőzmozdony tartozott melyek eredetileg a KFNB-tól (Kaiser Ferdinánds Nordbahn) származtak. A C tengelyelrendezésű mozdonyokat a Krauss gyártotta Linzben 1895-ben. A KFNB Stramberg-Wernsdorf  HÉV vonalán álltak szolgálatba WILHELM és CARL néven 904II és 920 pályaszámokkal KFNB IX sorozatként. Kisebb részletekben különböztek a többi 162 sorozatú mozdonytól.

## Fordítás
Ez a szócikk részben vagy egészben  a   kkStB 162 című német Wikipédia-szócikk fordításán alapul.  Az eredeti cikk szerkesztőit annak laptörténete sorolja fel. Ez a jelzés csupán a megfogalmazás eredetét és a szerzői jogokat jelzi, nem szolgál a cikkben szereplő információk forrásmegjelöléseként.